# Funkytown
"Funkytown" é uma canção da banda norte-americana de música disco Lipps Inc, lançada em 1980 como o segundo single de seu álbum de estreia, Mouth to Mouth (1979). Escrita pelo músico, compositor e produtor musical Steven Greenberg e cantada por Cynthia Johnson, a canção expressa a ânsia do cantor por um lugar metafórico que "me manterá em movimento, me manterá dançando com alguma energia". Steven escreveu a música enquanto a banda morava em Minneapolis com o sonho de se mudar para Nova York.
Existem pelo menos dois videoclipes para "Funkytown". Em um deles, um cantora dublando os vocais de Johnson e algumas mulheres dançam em um pub. Em outra, Debbie Jenner, que foi o rosto da Lipps Inc na Holanda e na Alemanha Ocidental, dança enquanto dubla os vocais de Johnson. Johnson diz em seu site que "nunca foi convidada a fazer um vídeo de 'Funkytown'".
A VH1 classificou a música em 36º lugar em sua lista das 100 maiores One-Hit Wonders da década de 1980 em 2009. A ThoughtCo colocou a música em 7º lugar em sua lista das "25 Melhores Músicas Pop Dance de Todos os Tempos" em 2018. A música foi incluída na trilha sonora do Shrek 2.

## Lista de Faixas
7" single
1. "Funkytown" – 4:00
2. "All Night Dancing" – 3:09

12" single
1. "Funkytown" – 7:51
2. "All Night Dancing" – 3:09

## Desempenho nas tabelas musicais
| Tabela musical (1980)                         | Melhor posição |
| --------------------------------------------- | -------------- |
| Alemanha Ocidental (Official German Charts)   | 1              |
| África do Sul (Springbok Radio)               | 5              |
| Austrália (Kent Music Report)                 | 1              |
| Áustria (Ö3 Austria Top 75)                   | 1              |
| Bélgica (Ultratop 50 de Flandres)             | 1              |
| Canadá (RPM Top Singles)                      | 1              |
| Europa (Eurochart Hot 100)                    | 1              |
| Espanha (AFYVE)                               | 1              |
| Estados Unidos (Billboard Hot 100)            | 1              |
| Estados Unidos (Billboard, Hot Disco Singles) | 1              |
| Estados Unidos (Billboard, Hot Soul Singles)  | 2              |
| Estados Unidos (Cash Box)                     | 1              |
| Estados Estados (Record World)                | 1              |
| França (IFOP)                                 | 1              |
| Irlanda (IRMA)                                | 3              |
| Israel                                        | 1              |
| Países Baixos (Dutch Top 40)                  | 1              |
| Países Baixos (Single Top 100)                | 1              |
| Nova Zelândia (Recorded Music NZ)             | 1              |
| Noruega (VG-lista)                            | 1              |
| Reino Unido (UK Singles Chart)                | 2              |
| Suécia (Sverigetopplistan)                    | 2              |
| Suíça (Schweizer Hitparade)                   | 1              |